# Moltrup Kirke
Moltrup Kirke er en hvidkalket romansk kirke, der ligger på en bakketop 4 km nordvest for Haderslev. Med en beliggenhed på ca. 70 m over havet er det Sønderjyllands højest beliggende kirke.
Moltrup Kirke fik i 1728 tilføjet et sakristi øst for koret. Kirken har tegltag, dog er tårnets pyramideformet tag med blytækning. Skib og kor har fladt bjælkeloft, koret har tidligere haft hvælv. Altertavlen er et renæssancearbejde fra begyndelsen af 1600-tallet med Nadveren som hovedmotiv og Isaks ofring og Kobberslangen i sidefløjene. I kirken findes en figur forestillende Sankt Chrysogonus, der bærer en kappe over sin rustning, figuren stammer fra en tidligere altertavle. Prædikestolen er i blandingsstil af renæssance/barok og fra 1882. Orgelet er fra 1882 og istandsat af Marcussen & Søn i Aabenraa, senest i december 2009-januar 2010.

## Galleri
- Solur på Moltrup Kirke
- Tidligere korbuekrucifiks i Moltrup Kirke
- Sankt Chrysogonus i Moltrup Kirke
- Prædikestolen i Moltrup kirke
- Moltrup Kirketårn
- Orgelet i Moltrup kirke
- Alteret i Moltrup Kirke
- Kirkebøsse i Moltrup Kirke

## Note
1. ↑  Sogn.dk  >  Moltrup Sogn
2. ↑  Moltrup Kirke

## Ekstern kilde
- Moltrup Kirke hos KortTilKirken.dk
- Moltrup Kirke i bogværket Danmarks Kirker (udg. af Nationalmuseet)

- Wikimedia Commons har flere filer relateret til Moltrup Kirke